# Rødbede
Rødbede er en grøntsag i bede-slægten, der er karakteristisk med sin knold med fast og kraftigt mørkerødt kød. Den er i nær familie med sukkerroe og bladbede (sølvbede) og regnes botanisk for en varietet af bede.

## Historie
Rødbede er en forædlet nytteplante, der ikke vokser vildt. Blade af den vilde form strand-bede, er blevet brugt af mennesker som lægeurt lang tid før år 0 og vokser vildt på strande i Europa (også i Danmark langs Storebælts kyster), Nordafrika, Mellemøsten og dele af Asien. Strand-bede udvikler ikke opsvulmet rod. Romerne var de første til at forædle strandbede for rodens skyld, men primært til lægebrug. De stadig relativt sjældne beder fandtes i et væld af farver bl.a. grøn, hvid, lyserød, gul og sort. Brugen som grøntsag/næringsmiddel var meget begrænset.
Den første udgave af rødbede, der minder om den nutidige, romerbede (beta romana), blev beskrevet af J. Daleschamp i 1587 i bogen Historia Generalis Plantarum. Romerbeden, hvis navn tyder på en italiensk oprindelse, har enten kugleformet eller aflang knold. Den kom til Tyskland (1558), hvorfra den blev videreudviklet og spredt til England (1576), Polen, Litauen, Rusland, Ukraine og til Skandinavien. I Central- og Østeuropa blev rødbeden en vigtig grøntsag, hvilken den stadig er dér (2014), f.eks. i suppen borsjtj, og i Skandinavien er den et klassisk indslag i sildesalat, og rødbedesalat.
Beden blev senere udviklet til foderroe og sukkerroe, og den første sukkerroe-sukkerfabrik blev opført i 1802 i Schlesien i Centraleuropa.

## Botanik
Planten er toårig. Knolden dannes den første sæson. I anden sæson sættes frø.

## Egenskaber og ernæring
Rødbeder har relativt højt sukkerindhold på cirka 9 gram per 100 gram, dog ikke så højt som de nært beslægtede sukkerroer. Energiindholdet på 213 kJ per 100 gram er lidt højere end for gulerod (150 kJ) og noget lavere end for kartoffel (342 kJ).
Rødbeden indeholder farvestoffet betanin, der har navn efter rødbedens slægtsnavn Beta. Farven skyldes de vandopløselige pigmenter betacyaniner, som er en underklasse af betalainerne. Nogle mennesker kan ikke nedbryde dette pigment og får rødfarvet urin efter at have spist rødbede. Det sker for 10-14 % af den normale befolkning. Der er fundet sammenhæng mellem forekomsten af rødfarvet urin og forhøjet jernoptag (som ved jernmangel) eller samtidigt indtag af oxalsyreholdige fødevarer (som spinat og rabarber), men evnen til at nedbryde farven kan også mangle af genetiske årsager. Rødfarvningen er helt ufarlig.
Rødbeder indeholder stoffet geosmin, som giver den jordagtige smag ved rå rødbeder. Stoffet er uskadeligt, men kan fjernes ved tilsætning af syreholdige stoffer, f.eks. eddike.

## Anvendelser
Rødbede-knoldene spises rå eller revne i salater, som syltede rødbeder og i russisk salat, kogte i supper, f.eks. i rødbedesuppen borsjtj eller hele, ofte med smør eller bagt i ovnen. Saften fra rødbeder kan drikkes som rødbedesaft (rødbedejuice). Bladene fra unge rødbeder kan bruges i salater.
Af rødbeder kan laves rødbedevin og rødbedeeddike.
I levnedsmiddelindustrien bruges rødbedeekstrakt som rødt farvestof, E-nummer: E-162 Rødbedefarve.
Ristede rødbeder har været anvendt som kaffeerstatning.

## Fodnoter
1. ↑  Det videnskabelige underartsnavn er hentet fra: "Afgrødearter - danske og latinske navne". Dansk Landbrugsrådgivning. Arkiveret fra originalen 14. juli 2007. Hentet 2008-04-30.
2. ↑  https://denstoredanske.lex.dk/rødbede
3. ↑  Nottingham, Stephen (2004). Beetroot. Onlinebog. s. 2 (kapitel 2 - history). Arkiveret fra originalen 21. marts 2009. Hentet 29. april 2008.
4. ↑  Fødevaredata hentet fra: "Rødbede, rå". DTU Fødevareinstituttet. Arkiveret fra originalen 23. november 2007. Hentet 2008-04-30.
5. ↑  Dansk Kemi nr. 11, 1999: Om de røde beders farve og duft. Indscannet kopi her Arkiveret 11. juni 2007 hos  Wayback Machine
6. ↑   Sotos, John G (1999-09-18). "Beeturia and iron absorption" (PDF). The Lancet. 354 (9183): 1032. Hentet 2008-04-27.
7. ↑  "Arkiveret kopi". Arkiveret fra originalen 21. august 2024. Hentet 17. august 2024.
8. ↑  https://issuu.com/aldresagen/docs/2012-02-medlemsbladet-aeldre-sagen/11
9. ↑   "Rødbede". Viden om Mad's leksikon. Hentet 2008-04-27.